# 4000-es sorozat

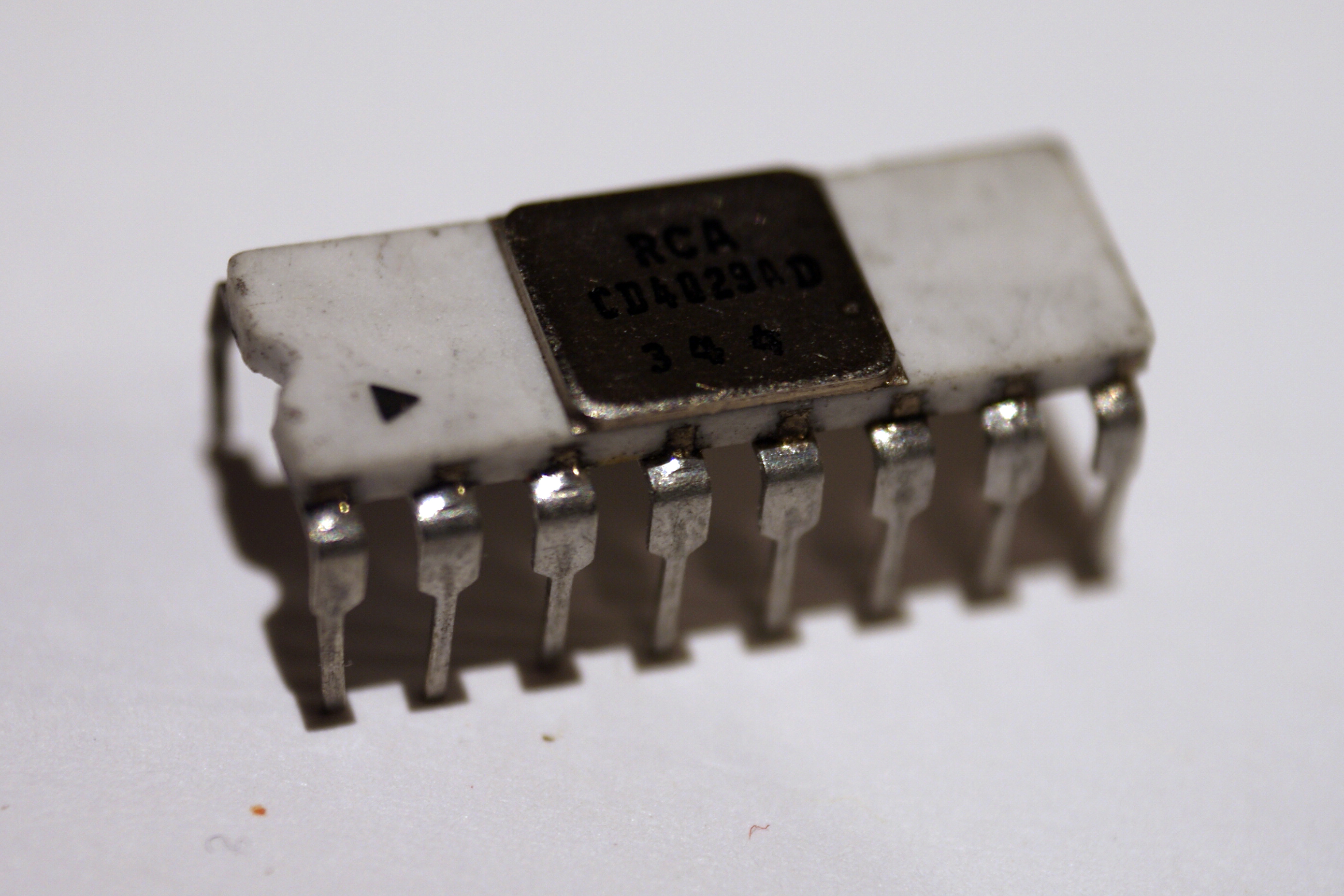
Egy nagyon korai, RCA gyártmányú CD4029 számláló IC.

A 4000-es sorozat egy szabványos integrált áramkör-családot jelöl, amelyek áramkörei változatos logikai funkciókat valósítanak meg CMOS technológiával. Ezek az áramkörök a mai napig használatban vannak. Az RCA vezette be 1968-ban, CD4000 COS/MOS elnevezés alatt, a TTL logikájú 7400-as sorozatban található logikai csipek alacsonyabb fogyasztású és sokoldalúbb alternatívájaként.
A sorozat megjelenése óta eltelt időben majdnem minden IC gyártó készített ebből a sorozatból való áramköröket. Az RCA egy időben COSMOS elnevezés alatt hirdette ezeket a termékeit, amely a COmplementary Symmetry Metal-Oxide Semiconductor rövidítése (kb. komplementer szimmetriájú fém-oxid félvezető). Az elnevezési rendszer az RCA-nál megszokott konvenciót követte, amelyben a CA az analóg, CD a digitális áramköröket jelezte, és eltért a Texas Instruments SN7400 sorozat számozási rendszerétől.

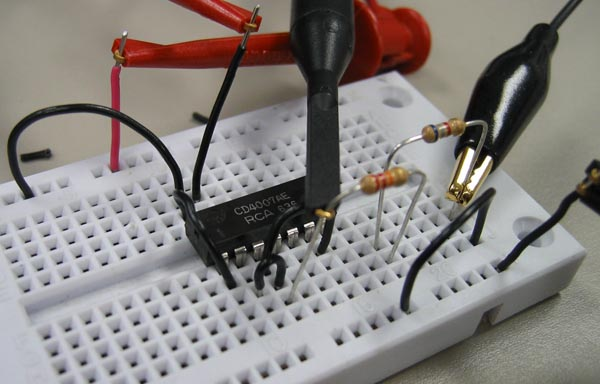
CD4007 IC szerelőlapon

A 4000-es sorozat előnye a kisebb elektromos fogyasztás, a nagyobb felhasználható feszültségtartomány (3-tól 15 V-ig), és az áramköri tervezés egyszerűsége, a meghajtóképességnek (kimeneti terhelhetőség, fan-out) köszönhetően. Mindamellett kisebb sebességük (kezdetben 1 MHz körüli működés, a bipoláris TTL áramkörök 10 MHz-ével összehasonlítva) a statikus vagy kis sebességű kialakításokra korlátozta ezek felhasználását. Az újabb gyártási technológiák megoldották a sebességi problémákat, miközben megtartották a visszafelé való kompatibilitást a korábbi áramköri tervek többségével. Bár minden félvezető érzékeny az elektrosztatikus kisülésekre, a CMOS áramkörök magasabb bemeneti impedanciája a bipoláris tranzisztoros, TTL eszközöknél ellenállóbbá teszi ezeket. Végül a CMOS előnyei (különösen a későbbi sorozatokban, mint pl. a 74HC) kiszorították a régebbi TTL csipeket, ezzel egyidőben viszont a rohamosan fejlődő LSI technikák a moduláris csiptervezési megközelítést szorították ki a használatból. A 4000-es sorozatot a mai napig széles körben használják, bár talán jelentősége kisebb, mint két évtizeddel ezelőtt.
A sorozatot újabb funkciókat megvalósító elemekkel bővítették az 1970-es és 1980-as évek végén, vagy a meglévő csipek funkcióit jobban ellátó változatokkal. Az újabb csipek többsége már 45xx vagy 45xxx jelölést kapott, de még mindig a 4000-es sorozathoz tartozó áramköröknek számítanak.
Az 1990-es években néhány gyártó, pl. a Texas Instruments, a 4000-es sorozat elemeit a saját újabb HCMOS technológiájával kezdte gyártani (adaptálta a 4000-es sorozatot az újabb HCMOS technológiához), így jelentek meg pl. a 74HCT4060 csip, amely az eredeti 4060-as IC-vel megegyező funkciót lát el, csak sokkal nagyobb sebességgel.
A 4000-es sorozat áramköreit űreszközökben, műholdakban is használták évtizedeken keresztül.

## Tervezési megfontolások
Az eredeti 4000-es sorozatban az áramköröknek pufferelt és nem pufferelt be- és kimenetű változataik voltak. A pufferelt kimenetek több áramot szolgáltathatnak vagy nyelhetnek el, mint a nem pufferelt kimenetek, ami bizonyos kialakításokban szükségtelenné teszi a diszkrét kapcsolótranzisztorokat. A pufferelt változatok gyorsabb kimeneti kapcsolási idővel is rendelkeztek, mivel a jel felfutási ideje a pufferelt kimeneti állapotban gyorsabb, mint egy nem pufferelt eszközben. A terjedési késés (propagation delay) a pufferelt változatokban nagyobb, mint a kiegészítő áramköröké. A pufferelt eszközök hajlamosabbak a kimenet oszcillációjára a lassan változó bemenetek mellett. A tervezőknek meg kell fontolniuk a választást a pufferelt és nem pufferelt összetevők között, a tervezett eszköz tulajdonságait figyelembe véve. A kiegészítő bemeneti és kimeneti kapuk a pufferelt alkatrészekben csökkentik az elektrosztatikus kisülésre (ESD) való érzékenységet is.
Habár az eredeti jelölésben megkülönböztették a pufferelt és nem pufferelt alkatrészeket ('A' vagy 'B' utótaggal, pl. 4000A = nem pufferelt, 4000B = pufferelt), néhány gyártó, így pl. a Texas Instruments később ezt megváltoztatta UB (unbuffered) és B (buffered) jelölésre (pl.: 4000UB és 4000B).
Az alábbi rajzok mutatják a szerkezeti különbségeket az egyszerű pufferelt és nem pufferelt kialakítás között egy CMOS NOR logikai kapu példáján. Megfigyelhető, hogy a pufferelt alkatrész magjában található kapu valójában egy NAND kapu, de a teljes áramkör végső funkciója ténylegesen a NOR kapu működését mutatja, a pufferek által elvégzett logikai inverziók miatt (a negált NAND negált bemenetekkel megegyezik a NOR funkcióval, a Boole-algebra De Morgan-azonosságainak megfelelően). A bemeneti megfogódiódák az ESD elleni védelmet szolgálják.

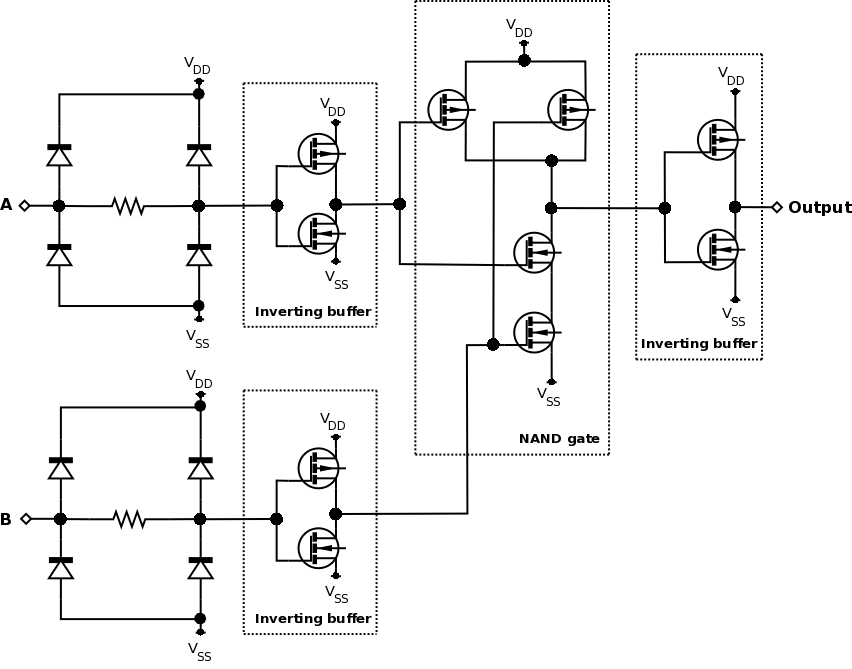
Pufferelt két bemenetű CMOS NOR kapu
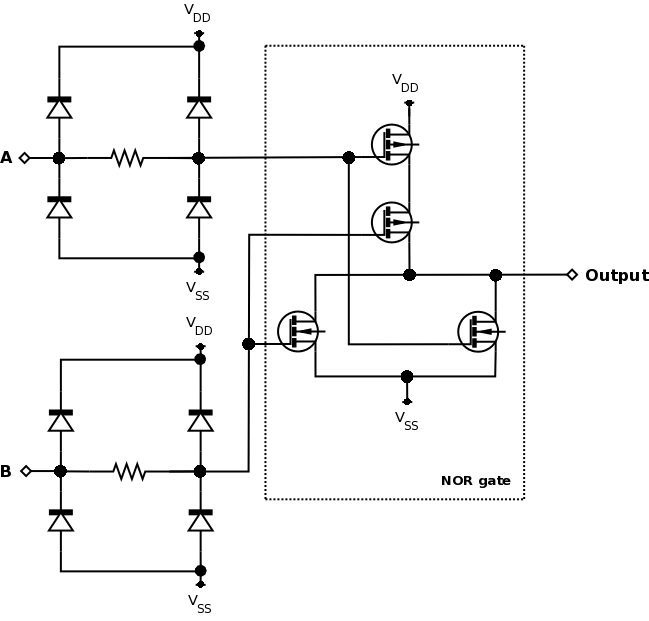
Nem pufferelt két bemenetű CMOS NOR kapu

A 4000-es sorozat lehetővé teszi kész „receptek” használatát a tervezésnél, amelyben a szabványos áramköri elemek egyszerűen készíthetők, megoszthatók és egymáshoz kapcsolhatók, illesztési problémák nélkül, vagy csak minimális korrekcióval. Ez nagy mértékben gyorsítja az új hardver tervezését és növeli a korábbi tervek felhasználhatóságát, standard lépések bevezetésével. Ezzel ellentétben, pl. a TTL áramkörök, amelyek hasonlóan modulárisak, sokkal figyelmesebb illesztéseket igényeltek, korlátozottabb meghajtóképességükből kifolyólag, bár a későbbi áramkörcsaládokban, pl. a 74LS sorozatban a fanout mértéke akár a 20-at is elérhette. Ez az LSI tervek prototípusainak 4000 sorozatú csipekkel való elkészítését is könnyítette.
A CMOS csipekkel való tervezés további gondosságot igényel. Sok alkatrész több logikai kaput tartalmaz egy tokon belül és általános a helyzet, mikor nincs szükség mindegyikre ezek közül. A lekötetlen lábak, bemenetek hibás működést okozhatnak, ui. a be nem kötött bemenetek a kapukat egy olyan állapotba húzzák, amelyek esetén a kimenetek részlegesen vezetővé válnak, emiatt a kimeneti puffer nagy áramot fogyaszt, mivel nincs se ki- sem pedig bekapcsolva, és alacsony ellenállást képez az áramkörben a tápvezetékek között.

## Példák általános 4000 sorozatú csipekre
- 4000 - Kettős 3 bemenetű NOR kapu és inverter
- 4001 - Négy 2 bemenetű NOR kapu
- 4002 - Két 4 bemenetű NOR kapu
- 4008 - 4 bites teljes összeadó
- 4010 - hat nem-invertáló puffer
- 4011 - Négy 2 bemenetű NAND kapu
- 4017 - Dekád számláló / Johnson számláló
- 4511 - BCD 7 szegmenses kijelző LED meghajtó

## Nevezetes alkatrészek
Néhány alkatrész különösen jelentős a 4000-es sorozatban, ezeknél az integráció foka nagyobb, a többi csippel összehasonlítva. Az alábbi lista nem teljes, csak példákat mutat a sorozatból. Egyes analóg jelkapcsoló eszközök (mint a 4066, és a 4051-től a 4053-ig) továbbra is népszerűek bizonyos audio-kapcsolásokban, bár újabban sokkal alacsonyabb torzítású nem 4000-es sorozatú IC-k is megjelentek.

### 4017 dekád számláló
A 4017 IC egy 16 lábú CMOS dekád számláló a 4000-es sorozatból. Bemenete órajelimpulzusokat fogad, és tíz kimenetének egyike sorban egymás után bekapcsolt állapotba kerül minden egyes órajelimpulzus hatására.

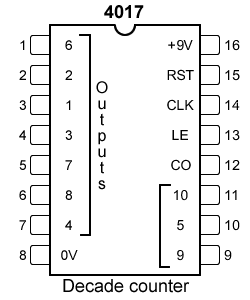
A 4017 bekötése

Bekötés
| Láb száma | név       | rendeltetés |
| --------- | --------- | --- |
| 1         | 6         | 6. szekvenciális kimenet |
| 2         | 2         | 2. szekvenciális kimenet |
| 3         | 1         | 1. szekvenciális kimenet |
| 4         | 3         | 3. szekvenciális kimenet |
| 5         | 7         | 7. szekvenciális kimenet |
| 6         | 8         | 8. szekvenciális kimenet |
| 7         | 4         | 4. szekvenciális kimenet |
| 8         | 0 V, VDD  | 0 V vonalhoz csatlakozás |
| 9         | 9         | 9. szekvenciális kimenet |
| 10        | 5         | 5. szekvenciális kimenet |
| 11        | 10        | 10. szekvenciális kimenet |
| 12        | CO        | Carry out kimenet - magas jelet ad a 0-tól 4-ig terjedő számlálóértékeknél, alacsonyat 5-től 9-ig (9–0 átmenetnél magasra vált) |
| 13        | LE        | Latch enable - lezárja a kimenetet, ha magas, tehát a csip csak akkor számol, ha a LE alacsony                                  |
| 14        | CLK       | Clock in – órajelbemenet |
| 15        | RST       | Reset - a reset jel magas értékénél az 1. kimenetet magasra, a 2–10 kimeneteket alacsonyra állítja                              |
| 16        | +9 V, VCC | +VCC csatlakozás (+3 V és +15 V között lehet)                                                                                   |

#### Példa: elektronikus rulett

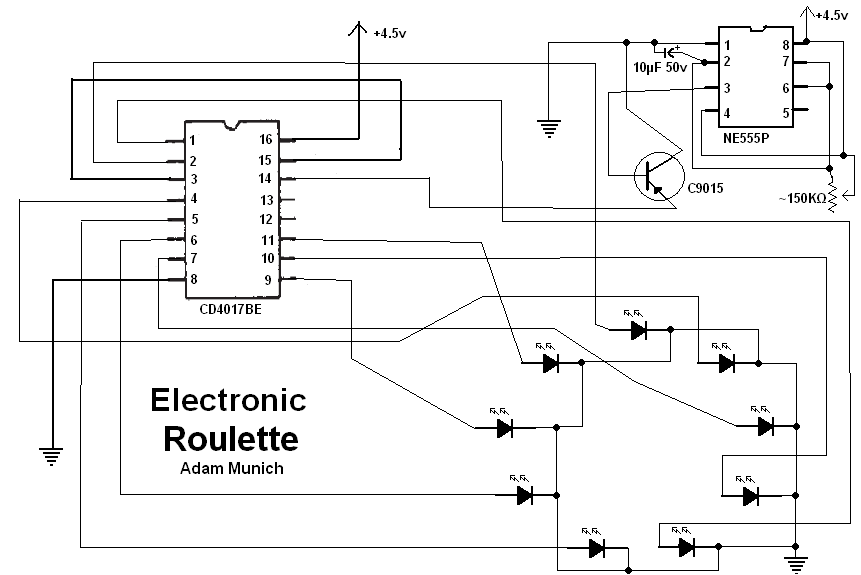
Az elektronikus rulett kapcsolási rajza

A kapcsolási rajz jobbra mutatja, hogyan készíthető egy egyszerű rulett-szerű játék egy 4017 dekádszámláló áramkörrel és egyéb alkatrészekkel. A változtatható ellenállás vezérli a pörgetés sebességét.

### 4026 számláló és megjelenítő-dekódoló
A 4026 IC egy 16 lábú CMOS hétszegmenses számláló a 4000-es sorozatból. Megszámolja a beérkező órajelimpulzusokat és a kimenetre olyan jeleket as, amelyek egy hétszegmenses kijelzőt vezérelhetnek. Ezzel elkerülhető a binárisan kódolt decimális értékről a hétszegmenses kijelző kódolására szolgáló bonyolult átalakítóáramkör, és a 0-tól 9-ig terjedő számjegyek egyszerűen megjeleníthetők.

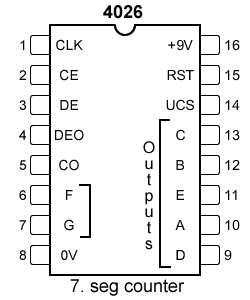
A 4026 bekötése

Bekötés
| Láb száma | név | rendeltetés |
| --------- | --- | --- |
| 1         | CLK | Clock in – órajelbemenet |
| 2         | CI  | Clock inhibit – ha alacsony, az órajelimpulzus növeli a hétszegmenses értéket |
| 3         | DE  | Display enable – ha magas, a csip kimenetére teszi a hétszegmenses értéket, tehát ha alacsony, akkor hétszegmenses kijelző ki van kapcsolva, ez csökkenti a fogyasztást: a számnak nem kell folyamatosan világítania |
| 4         | DEO | Display enable out - 4026-osok egymás után kötésére szolgál |
| 5         | CO  | Carry out output – 9–0 átmenetnél magas; az órajel 1/10 frekvenciája jelenik meg ezen, több számjegyű számláláshoz több 4026-ossal                                                                                   |
| 6         | F   | kimenet a hétszegmenses kijelző F bemenetéhez |
| 7         | G   | kimenet a hétszegmenses kijelző G bemenetéhez |
| 8         | VDD | 0 V vonalhoz |
| 9         | D   | kimenet a hétszegmenses kijelző D bemenetéhez |
| 10        | A   | kimenet a hétszegmenses kijelző A bemenetéhez |
| 11        | E   | kimenet a hétszegmenses kijelző E bemenetéhez |
| 12        | B   | kimenet a hétszegmenses kijelző B bemenetéhez |
| 13        | C   | kimenet a hétszegmenses kijelző C bemenetéhez |
| 14        | UCS | Ungated C-segment – kimenet a hétszegmenses kijelző C bemenetéhez, amelyre nincsenek hatással a DE bemenetek. A kimenet magas, kivéve ha a számláló 2, amikor alacsonyra vált.                                       |
| 15        | RST | Reset - ha magas, minden kimenetet alacsony állapotba visz |
| 16        | VSS | +9 V vonal |

### 4511 BCD-ről hétszegmenses kijelzőre dekódoló
A 4511 IC egy 16 lábú CMOS BCD-ről hétszegmenses kijelzőre alakító dekódolóáramkör a 4000-es sorozatból. Bemenete egy binárisan kódolt decimális érték egy bináris számlálóból, ezt dekódolja és egy közös katódú hétszegmenses kijelzőt vezérlő jelet ad ki.

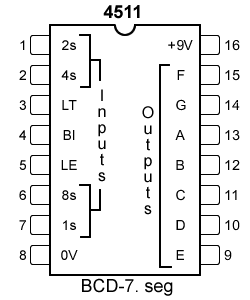
A 4511 bekötése

Bekötés
| Láb száma | név       | rendeltetés |
| --------- | --------- | --- |
| 1         | 2s        | bemenet, a 2s bit értéke a bináris számlálóból                                                                               |
| 2         | 4s        | bemenet, a 4s bit értéke a bináris számlálóból                                                                               |
| 3         | LT        | Lamp test – „lámpa teszt”, ha alacsony, a csip az összes szegmensvezérlő jelet magasra állítja, teszteléshez                 |
| 4         | BI        | Blanking input – ha alacsony, az összes megjelenítő vezérlőjel alacsony; megjelenítő kikapcsolására, fogyasztáscsökkentéshez |
| 5         | LE        | Latch enable – ha magas, lezárja kimenetet, tehát a csip akkor működik, ha a LE jel alacsony                                 |
| 6         | 8s        | bemenet, a 8s bit értéke a bináris számlálóból                                                                               |
| 7         | 1s        | bemenet, az 1s bit értéke a bináris számlálóból                                                                              |
| 8         | 0 V, VDD  | 0 V vonal |
| 9         | E         | kimenet a hétszegmenses kijelző E bemenetéhez                                                                                |
| 10        | D         | kimenet a hétszegmenses kijelző D bemenetéhez                                                                                |
| 11        | C         | kimenet a hétszegmenses kijelző C bemenetéhez                                                                                |
| 12        | B         | kimenet a hétszegmenses kijelző B bemenetéhez                                                                                |
| 13        | A         | kimenet a hétszegmenses kijelző A bemenetéhez                                                                                |
| 14        | G         | kimenet a hétszegmenses kijelző G bemenetéhez                                                                                |
| 15        | F         | kimenet a hétszegmenses kijelző F bemenetéhez                                                                                |
| 16        | +9 V, VCC | +9 V vonal |

## Fordítás
Ez a szócikk részben vagy egészben  a(z)   4000 series című angol Wikipédia-szócikk ezen változatának fordításán alapul.  Az eredeti cikk szerkesztőit annak laptörténete sorolja fel. Ez a jelzés csupán a megfogalmazás eredetét és a szerzői jogokat jelzi, nem szolgál a cikkben szereplő információk forrásmegjelöléseként.